# Revue suisse de l'Imprimerie
La Revue suisse de l'Imprimerie (RSI) est une revue consacrée à la typographie, au graphisme et aux procédés d'impression. Elle fut éditée de 1923 jusqu'en 2014. En 1948, la RSI fusionne avec son homologue de Suisse alémanique Typografische Monatsblätter pour devenir une revue bilingue, TM-RSI. La publication s'achève en 2014.

## Historique
Les premiers numéros de la RSI sont édités en 1923 à Lausanne. Il s'agit d'une revue technique, éditée "par le mouvement ouvrier". Le siège administratif se situe à Lausanne, aux Imprimeries Populaires.  

### Fusion avec lesTypografische Monatsblätter

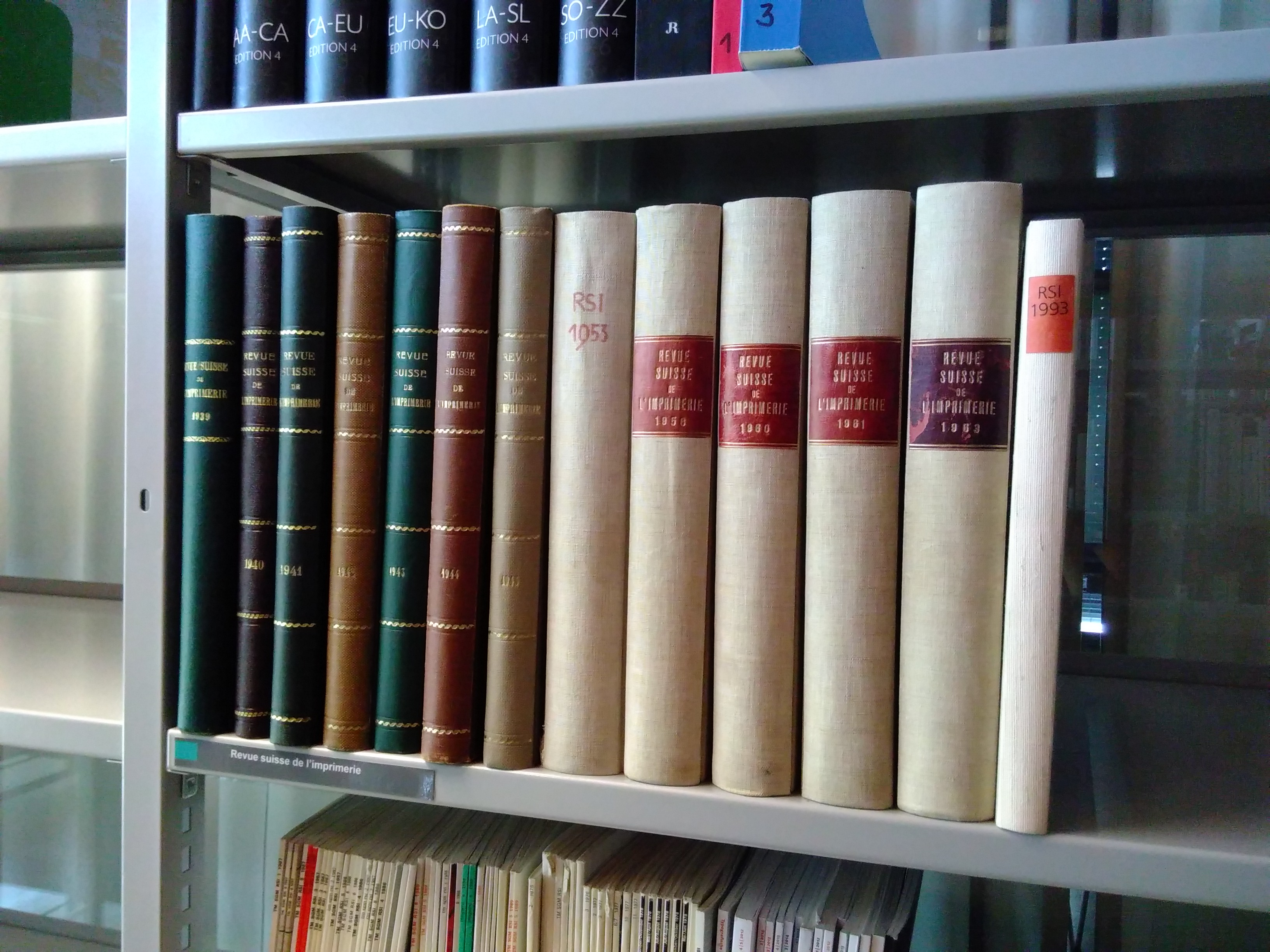
Archives de la RSI-TM à la bibliothèque Eracom/EPSIC.

Après 25 ans de parution indépendante, la RSI fusionne en 1948 avec son pendant de Suisse alémanique, les Typografische Monatsblätter (TM), fondés en 1933. La revue contiendra dès lors des articles dans les deux langues. Elle contribuera à faire connaître en Suisse romande le style de la nouvelle typographie, développé principalement à Bâle et Zurich.  
En 1951, les TM-RSI fusionnent avec la revue Schweizer Graphische Mitteilungen, et seront publiées sous le sigle TM RSI SGM ou TM SGM RSI.  
Dans les décennies allant de 1960 à 1990, la revue fait rayonner le style typographique suisse, notamment au travers de ses couvertures emblématiques composées par Emil Ruder (1960), André Gürtler (1962), Wolfgang Weingart (1972).
« TM was basically an educational magazine for young typesetters, printers, and apprentices. It was not only about typography, it was also about printing techniques, book binding … The style was dominated by the Schule für Gestaltung Basel, by Emil Ruder. »
— Helmut Schmid, 

« Les TM étaient, au fond, un magazine d'éducation pour jeunes typographes, imprimeurs et apprentis. Cela ne traitait pas seulement de typographie, mais aussi de techniques d'impression, de reliure... Le style était dominé par l'École de design de Bâle, par Emil Ruder. »
— 

### Fin de la publication
Dans les années 2010, sous la direction de Lukas Hartmann (TM) et Claude Darbellay (RSI), le magazine connaît des difficultés de financement, et les tirages diminuent. En 2012, les TM-RSI fusionnent avec la revue technique Fachhefte grafische Industrie / Bulletin technique, un bimensuel consacré aux nouveautés techniques de l'industrie graphique. En 2014, les TM-RSI annoncent la fin de leur publication. Le dernier numéro (4/2014) comporte un dossier consacré à Emil Ruder.

## Numéros spéciaux
À diverses occasions, des numéros spéciaux avec des thématiques particulières sont édités :
- 1952, n°2 : numéro consacré à l'école de Bâle. Sous une couverture par Emil Ruder, ce numéro comporte des contributions d'Emil Ruder, Armin Hofmann et Robert Büchler, tous enseignants à la Allgemeine Gewerbeschule (école de design de Bâle)[8].
- 1959, n° 6/7 : Sondernummer integrale Typographie. Numéro hors-série constituant une réponse collective aux sévères accusations formulées par Jan Tschichold contre la typographie suisse. Il contient des contributions d'Emil Ruder et de Karl Gerstner (son essai Integrale Typographie)[9],[10].
- 1961, n° 1 : Sondernummer Univers. Ce numéro spécial est consacré à la fonte Univers, dessinée par Adrian Frutiger. L'essai d'Emil Ruder, L’Univers dans la typographie, est inclus en trois langues, allemand, français et anglais[11]. Selon l'historien Robin Kinross, il s'agit de la première présentation de la version Monotype de ce caractère (il avait été produit initialement pour le système de photocomposition Lumitype)[9].
- 1964, n° 8/9 : numéro spécial consacré à la formation des typographes[12].
- 1966, n° 11 : numéro spécial consacré à la photocomposition, procédé d'impression qui succède à l'usage du plomb[13].
- 1971, n° 3 : numéro spécial consacré à Emil Ruder, décédé en 1970.
- 1972, n° 2 : Karl Gerstner: Typographisches Memorandum. Numéro spécial consacré à Karl Gerstner.
- 1972, n° 4 : Sonderheft Jan Tschichold. Dossier spécial consacré à Jan Tschichold.
- 1974, n° 11 : dossier consacré à Robert Büchler.
- 1976, n° 12 : dossier consacré à Wolfgang Weingart, présentant des travaux de 1969 à 1976.
- 1979, n° 1 : dossier consacré à Siegfried Odermatt et Rosmarie Tissi[14].
- 2014, n° 3 : dossier consacré à Hans Eduard Meier, décédé en 2014.
- 2014, n° 4 : dossier consacré à Emil Ruder (pour le centenaire de sa naissance). Il s'agit de l'ultime numéro des TM-RSI.

Couvertures de quelques numéros
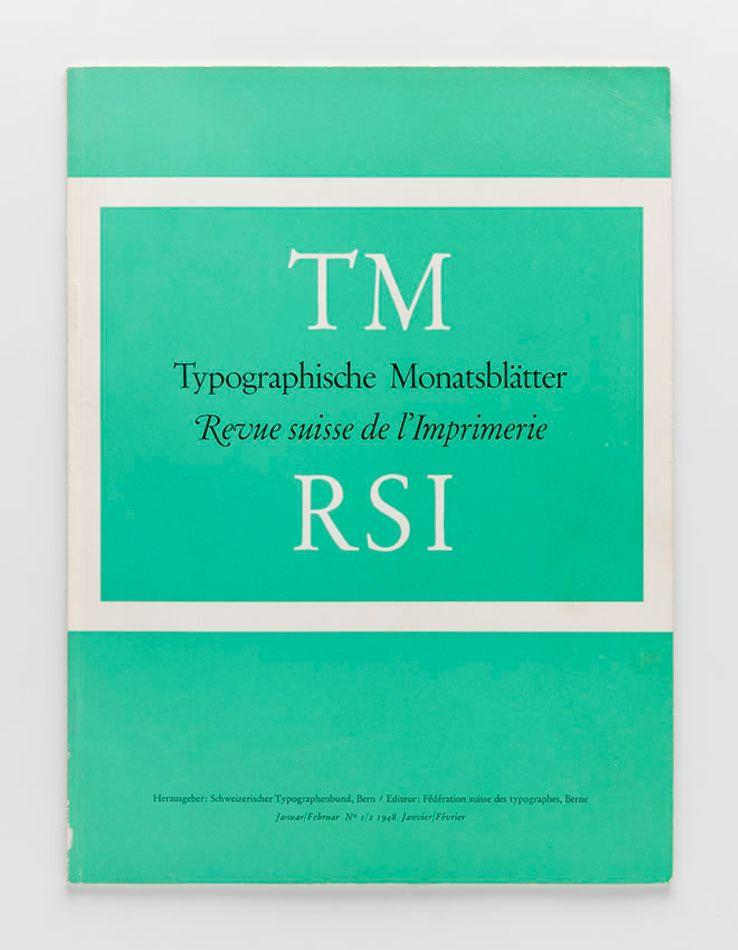
TM-RSI 1/2.1948, premier numéro du nouveau magazine suivant la fusion des TM avec RSI.
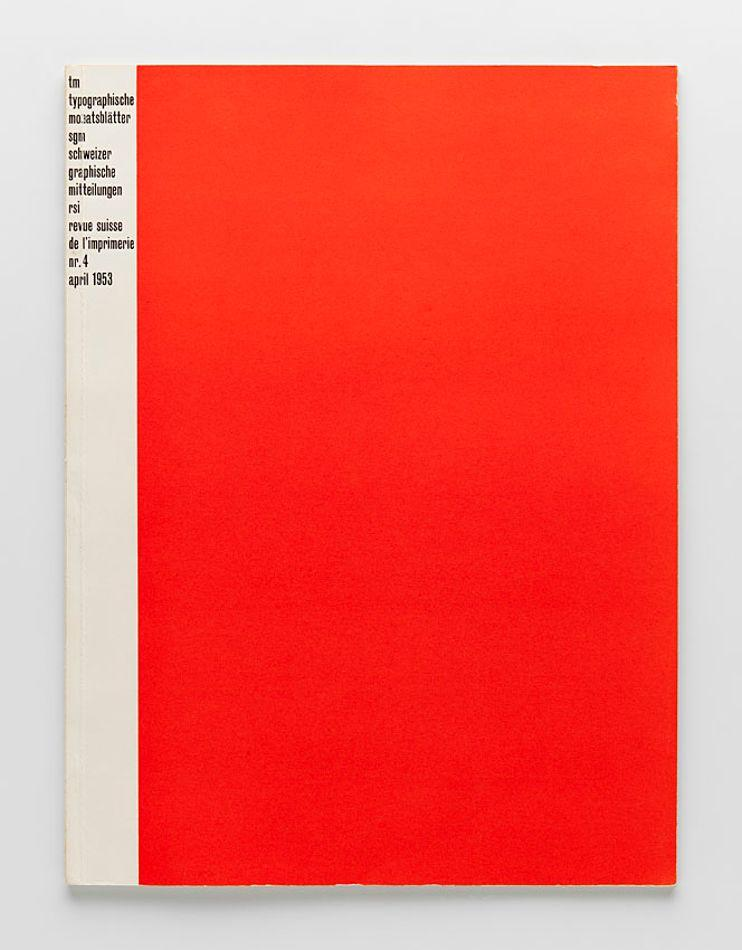
TM-RSI 4.1953, numéro spécial consacré à la correction. Graphisme de couverture par Emil Ruder.
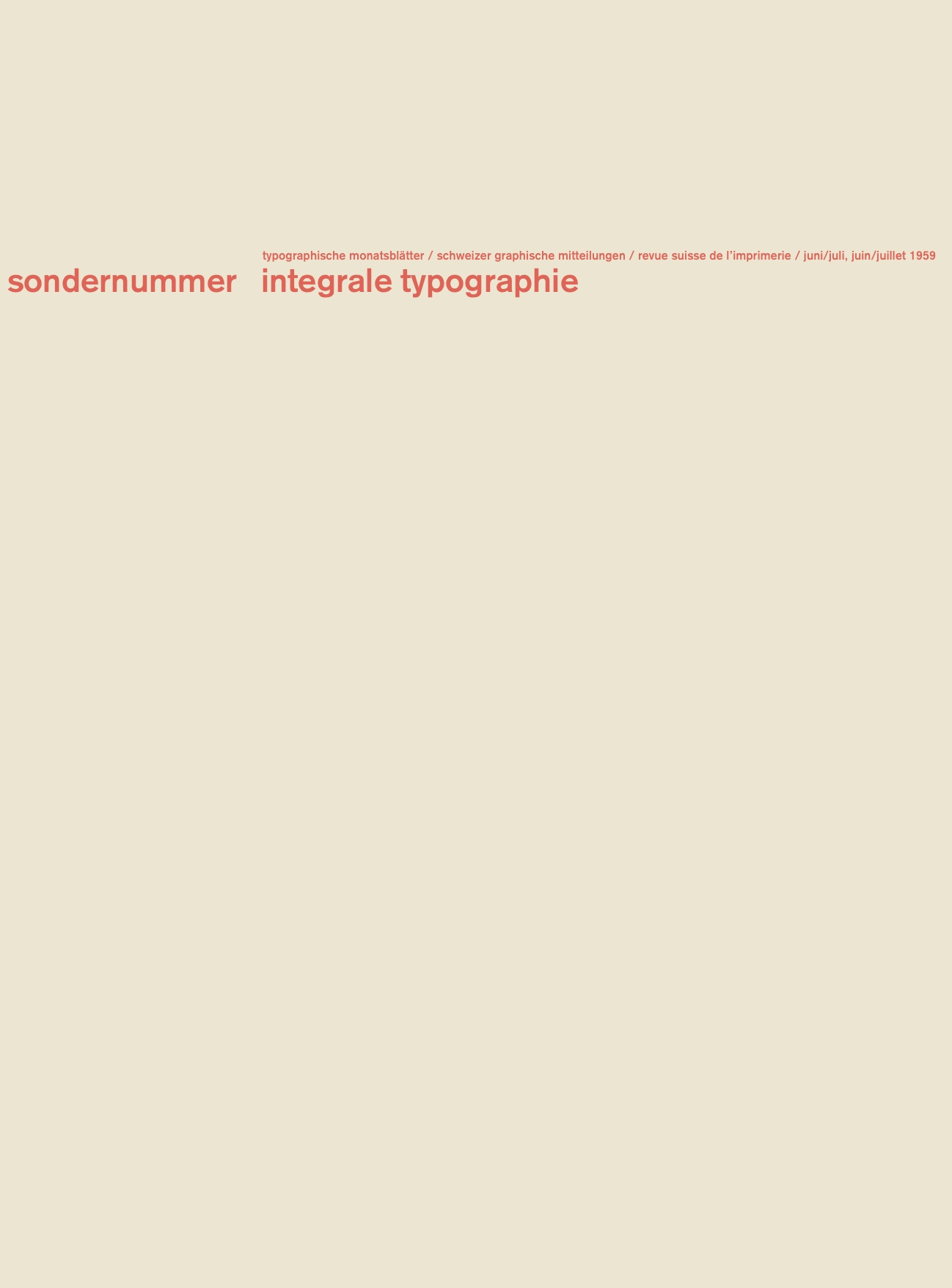
TM-RSI 6/7.1959 : Sondernummer integrale Typographie.
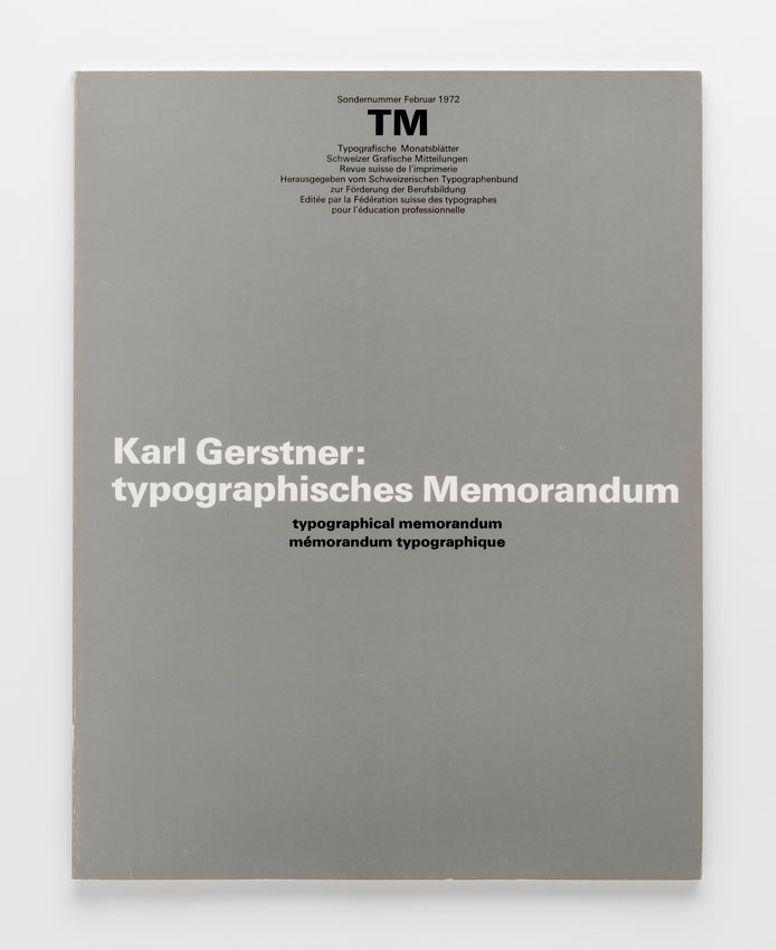
TM-RSI 2.1972, numéro spécial consacré à Karl Gerstner.
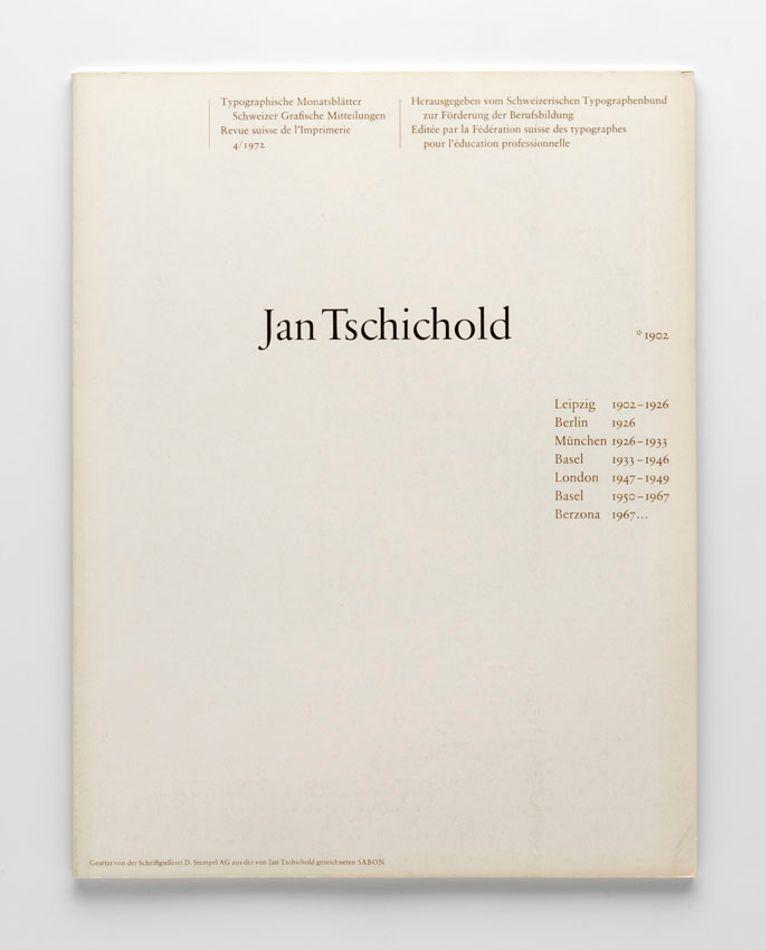
TM-RSI 4.1972, numéro spécial consacré à Jan Tschichold.

## Rédacteurs
- 1952–1981 : Rudolf Hostettler
- 1982–2003 : Jean-Pierre Graber
- 2003–2014 : Lukas Hartmann

Rédacteurs en chef de la partie francophone (RSI) :
- 1971–1982 : Luciano Antonietti [15]
- 1983–1992 : Roger Monnerat [15]

- 1993–2000 : Roger Chatelain [16]
- 2000–2014 : Claude Darbellay [17]